# Ejmürové

Tamga Ejmürů

Ejmürové nebo Ajrumové (turecky Eymür, Eymür boyu, ázerbájdžánsky Eyrum, Ājrīmlǖ, Ayrım, Eymur, Ayrum, Arum, Imer, Imir, persky Āyromlū, Āyrom, turkmensky Imir, Eymir, rusky Айрумы) jsou jeden z historicky primárních 24 kmenů Oguzských Turků. V 11. století táhl kmen s názvem Avmur pod vedením Seldžuků přes Persii až do Anatolie k dobývání Blízkého Východu Část kmene zůstala v Oguzském knížectví, na území současného Turkmenistánu a Uzbekistánu. Hlavní území kmene tradičně spočívá v oblasti mezi Gruzií, Arménií a Ázerbájdžánem. Zde byli známí pod jménem Ajrum (a jeho variantami). Jejich zbytky v současnosti ještě nalezneme v Turecku, Ázerbájdžánu, Íránu, v Arménii a v menší míře v Gruzii a Turkmenistánu. V těchto zemích je Ejmür (a varianty) běžné příjmení. Ejmürové představují subetnickou turkomanskou skupinou Ázerbájdžánců. Mluví západním dialektem jazyka ázerbájdžánského. Vyznávají sunnitský islám a v menší míře súfismus. V Íránu mluví perštinou a jsou pod dominancí ší'itského islámu. V Turkmenistánu nese význam „eyni ajrum → stejné ajrum“ nebo „ajdın nazara → turecký vzhled“.

## Původ a dějiny
Ejmür byl název jednoho z 24 oghuzských kmenů. Migrace Ejmürů ve Střední Asie počala v 11. století. Společně se Seldžuky porazili Gháznovce a poté, co ustavili Seldžuckou říši, táhli jako dobyvatelé na Blízký Východ až do Byzancie. Po celou dobu seldžukovského dobývání Blízkého východu byli Ejmürové jeho účastníky. V průběhu tohoto dobývání hráli Saluři → Salgur, Ejmürové → Ajrum → Imir → Ajrom a Karkynové → Karkın → Kargın hlavní roli v osídlování Malé Asie.
- V období Rúmského sultanátu, se zde rozdělili do dvou větví:

1. podskupina z Halabu (Halabští Turkmeni) migrovala do Sivasu a
2. podskupina z Maraşu (Maraští Turkmeni) se po úpadku Rúmského sultanátu stala součástí ší'itské islámské militantní skupiny Dulkadyrů (1339–1521) (Kizilbašové).

- Dle názoru některých historiků v období Osmanů, koncem 15. a začátkem 16. století, se však někteří Ejmürové usadili v oblasti Malého Kavkazu. Po Tímúr-chánově bitvě u Ankary (1402) s ním přesídlilo i na 50 tisíc rodin Ejmürů do města Gandža a také do Karabachu a usadili se i v dolní Arménii. Poté jejich zbytky přišly do povědomí pod jménem Ayrum (a varianty).[1][5][6]
- V 17. století, v době Safíovské dynastie (1501–1736) část Ejmürů překočovala z Malého Kavkazu do vnitrozemní Persie, kde se ve městech jako Qom, Teherán, Kazvín a Zandžán smísila se Šáhseveny.[1][7] Někteří z nich se usídlili také v západním Fársu,[1] v městech Atrek a Gorgán severně od Astarabádu, a v Chorasánském regionu.

### Původ jména
V epose „Köč“ napsaném Mövlüdem Sülejmanem je Imir jméno jednoho nepřítele. Epos ho v podstatě připisuje kmenu Ejmur. V dalším epose Chivského chána Abu al-Ghazi Bahadura ze 17. století, pojmenovaného „Šedžere-ji Terekime“ napsaného arabskou abecedou se tento etnonym čte třemi způsoby: Ijmur, Imir, Ajmur a někdy Ajmır. Podle vysoce hodnotného díla „Tarih-je Mübarak-šah“, se původní etymologický název Imir vzdálil od společného názvu ostatních oguzských kmenů. Dle ázerbájdžánské metateze je jisté, že toto slovo Ejmur vyznívá způsobem Ajrum, Ejrum.
Kvalifikovanou odlišnosti jsou změny přízvuku v tureckých jazycích, způsobené změnou výslovností slov „Ejmur“ → Ej + ‚mür,mur‘ na „Ajrum“ → Aj + ‚rum,rım‘. Na území Arménie, mezi místními jmény, existuje řada etnických názvů. Etnické jméno Ejmur zde existuje v zkomolené podobě Ajrum, Ajrım, Imer, Imir. Dále, ázerbájdžánské a arménské „Ajrum“ → Aj + ‚rum,rım‘ v perštině vyznívá jako „Ajrom“ → Aj + ‚rom,rım‘. Zmatek má původ v nedostatku tureckého přízvuku ı v perštině a jeho následném zastoupení přízvukem u. Pokud se v Anatolii vyvíjel ve formu Ejmür, v Turkmenistánu zůstal ve tvaru Imir, a v Uzbekistánu Ajnur.
Vznik jména tohoto kmene se podle legend o jejich původu vztahuje na Oguz-kaganova vnuka jménem „Eymur“.
- Podle předcházející ústní legendy a Oguz-kaganova eposu napsaného na počátku 14. století, známého také pod názvem Oguz-name, pocházejí z 24 turkomanských kmenů Oguzů.

- V epose od Mahmúda Kašgarského (Mahmud al-Kāshgharī) Divân-ı Lügati't-Türk napsaného v 11. století se uvádí:

| „ | … ve svazu Oguzů je 22 divizií… | “ |

Ejmürové jsou uvedeni na 11. místě v pořadí.
V staroturečtině jejich domorodý název znamená: v nejlepší kondici. Jako každý kmen či klan patřící do skupiny Oguzů měli a mají svůj znak – tamgu. Jejích zvířecím totemem byla Poštolka rudonohá.

## Oguzské kmeny podle Oguz-kaganova eposu
|  |  |  |  |                                        |                                        |                                        |                                        |                                        |                                        |  |  |  |  |                                       |                                       |                                       |                                       |                                       |                                       |  |  |  |  |                                         |                                         |                                         |                                         |                                         |                                         |          |  |  |  |  |  |                                          |                                          |                                          |                                          |                                          |                                          |  |  |  |  |                                          |                                          |                                          |                                          |                                          |                                          |  |  |  |  |                                     |                                     |                                     |                                     |                                     |                                     |  |  |  |  |  |  |  |  |  |  |  |  |  |  |
|  |  |  |  |                                        |                                        |                                        |                                        |                                        |                                        |  |  |  |  |                                       |                                       |                                       |                                       |                                       |                                       |  |  |  |  |                                         |                                         |                                         |                                         |                                         |                                         |          |  |  |  |  |  |                                          |                                          |                                          |                                          |                                          |                                          |  |  |  |  |                                          |                                          |                                          |                                          |                                          |                                          |  |  |  |  |                                     |                                     |                                     |                                     |                                     |                                     |  |  |  |  |  |  |  |  |  |  |  |  |  |  |
|  |  |  |  |                                        |                                        |                                        |                                        |                                        |                                        |  |  |  |  |                                       |                                       |                                       |                                       |                                       |                                       |  |  |  |  |                                         |                                         |                                         |                                         |                                         |                                         | Oghuzové |  |  |  |  |  |                                          |                                          |                                          |                                          |                                          |                                          |  |  |  |  |                                          |                                          |                                          |                                          |                                          |                                          |  |  |  |  |                                     |                                     |                                     |                                     |                                     |                                     |  |  |  |  |  |  |  |  |  |  |  |  |  |  |
|  |  |  |  |                                        |                                        |                                        |                                        |                                        |                                        |  |  |  |  |                                       |                                       |                                       |                                       |                                       |                                       |  |  |  |  |                                         |                                         |                                         |                                         |                                         |                                         |          |  |  |  |  |  |                                          |                                          |                                          |                                          |                                          |                                          |  |  |  |  |                                          |                                          |                                          |                                          |                                          |                                          |  |  |  |  |                                     |                                     |                                     |                                     |                                     |                                     |  |  |  |  |  |  |  |  |  |  |  |  |  |  |
|  |  |  |  |                                        |                                        |                                        |                                        |                                        |                                        |  |  |  |  |                                       |                                       |                                       |                                       |                                       |                                       |  |  |  |  |                                         |                                         |                                         |                                         |                                         |                                         |          |  |  |  |  |  |                                          |                                          |                                          |                                          |                                          |                                          |  |  |  |  |                                          |                                          |                                          |                                          |                                          |                                          |  |  |  |  |                                     |                                     |                                     |                                     |                                     |                                     |  |  |  |  |  |  |  |  |  |  |  |  |  |  |
|  |  |  |  |                                        |                                        |                                        |                                        |                                        |                                        |  |  |  |  |                                       |                                       |                                       |                                       |                                       |                                       |  |  |  |  |                                         |                                         |                                         |                                         |                                         |                                         |          |  |  |  |  |  |                                          |                                          |                                          |                                          |                                          |                                          |  |  |  |  |                                          |                                          |                                          |                                          |                                          |                                          |  |  |  |  |                                     |                                     |                                     |                                     |                                     |                                     |  |  |  |  |  |  |  |  |  |  |  |  |  |  |
|  |  |  |  |                                        |                                        |                                        |                                        |                                        |                                        |  |  |  |  | Bozokové (Sivé šípy)                  | Bozokové (Sivé šípy)                  | Bozokové (Sivé šípy)                  | Bozokové (Sivé šípy)                  | Bozokové (Sivé šípy)                  | Bozokové (Sivé šípy)                  |  |  |  |  |                                         |                                         |                                         |                                         |                                         |                                         |          |  |  |  |  |  |                                          |                                          |                                          |                                          |                                          |                                          |  |  |  |  | Üčokové (Tři šípy)                       | Üčokové (Tři šípy)                       | Üčokové (Tři šípy)                       | Üčokové (Tři šípy)                       | Üčokové (Tři šípy)                       | Üčokové (Tři šípy)                       |  |  |  |  |                                     |                                     |                                     |                                     |                                     |                                     |  |  |  |  |  |  |  |  |  |  |  |  |  |  |
|  |  |  |  |                                        |                                        |                                        |                                        |                                        |                                        |  |  |  |  | Bozokové (Sivé šípy)                  | Bozokové (Sivé šípy)                  | Bozokové (Sivé šípy)                  | Bozokové (Sivé šípy)                  | Bozokové (Sivé šípy)                  | Bozokové (Sivé šípy)                  |  |  |  |  |                                         |                                         |                                         |                                         |                                         |                                         |          |  |  |  |  |  |                                          |                                          |                                          |                                          |                                          |                                          |  |  |  |  | Üčokové (Tři šípy)                       | Üčokové (Tři šípy)                       | Üčokové (Tři šípy)                       | Üčokové (Tři šípy)                       | Üčokové (Tři šípy)                       | Üčokové (Tři šípy)                       |  |  |  |  |                                     |                                     |                                     |                                     |                                     |                                     |  |  |  |  |  |  |  |  |  |  |  |  |  |  |
|  |  |  |  |                                        |                                        |                                        |                                        |                                        |                                        |  |  |  |  |                                       |                                       |                                       |                                       |                                       |                                       |  |  |  |  |                                         |                                         |                                         |                                         |                                         |                                         |          |  |  |  |  |  |                                          |                                          |                                          |                                          |                                          |                                          |  |  |  |  |                                          |                                          |                                          |                                          |                                          |                                          |  |  |  |  |                                     |                                     |                                     |                                     |                                     |                                     |  |  |  |  |  |  |  |  |  |  |  |  |  |  |
|  |  |  |  |                                        |                                        |                                        |                                        |                                        |                                        |  |  |  |  |                                       |                                       |                                       |                                       |                                       |                                       |  |  |  |  |                                         |                                         |                                         |                                         |                                         |                                         |          |  |  |  |  |  |                                          |                                          |                                          |                                          |                                          |                                          |  |  |  |  |                                          |                                          |                                          |                                          |                                          |                                          |  |  |  |  |                                     |                                     |                                     |                                     |                                     |                                     |  |  |  |  |  |  |  |  |  |  |  |  |  |  |
|  |  |  |  | „Günchán“ Kajı Bajat Alkaevli Karaevli | „Günchán“ Kajı Bajat Alkaevli Karaevli | „Günchán“ Kajı Bajat Alkaevli Karaevli | „Günchán“ Kajı Bajat Alkaevli Karaevli | „Günchán“ Kajı Bajat Alkaevli Karaevli | „Günchán“ Kajı Bajat Alkaevli Karaevli |  |  |  |  | „Ajchán“ Jazgır Töker Dodurga Japrılı | „Ajchán“ Jazgır Töker Dodurga Japrılı | „Ajchán“ Jazgır Töker Dodurga Japrılı | „Ajchán“ Jazgır Töker Dodurga Japrılı | „Ajchán“ Jazgır Töker Dodurga Japrılı | „Ajchán“ Jazgır Töker Dodurga Japrılı |  |  |  |  | „Jyldyzchán“ Avšar Kızık Begdili Kargın | „Jyldyzchán“ Avšar Kızık Begdili Kargın | „Jyldyzchán“ Avšar Kızık Begdili Kargın | „Jyldyzchán“ Avšar Kızık Begdili Kargın | „Jyldyzchán“ Avšar Kızık Begdili Kargın | „Jyldyzchán“ Avšar Kızık Begdili Kargın |          |  |  |  |  |  | „Gökchán“ Bajındır Bedženeg Čavdur Čepni | „Gökchán“ Bajındır Bedženeg Čavdur Čepni | „Gökchán“ Bajındır Bedženeg Čavdur Čepni | „Gökchán“ Bajındır Bedženeg Čavdur Čepni | „Gökchán“ Bajındır Bedženeg Čavdur Čepni | „Gökchán“ Bajındır Bedženeg Čavdur Čepni |  |  |  |  | „Dagchán“ Salur Ejmür Alan-jurtlu Üregil | „Dagchán“ Salur Ejmür Alan-jurtlu Üregil | „Dagchán“ Salur Ejmür Alan-jurtlu Üregil | „Dagchán“ Salur Ejmür Alan-jurtlu Üregil | „Dagchán“ Salur Ejmür Alan-jurtlu Üregil | „Dagchán“ Salur Ejmür Alan-jurtlu Üregil |  |  |  |  | „Denizchán“ Igdir Bükdüz Jiva Kınık | „Denizchán“ Igdir Bükdüz Jiva Kınık | „Denizchán“ Igdir Bükdüz Jiva Kınık | „Denizchán“ Igdir Bükdüz Jiva Kınık | „Denizchán“ Igdir Bükdüz Jiva Kınık | „Denizchán“ Igdir Bükdüz Jiva Kınık |  |  |  |  |  |  |  |  |  |  |  |  |  |  |
|  |  |  |  | „Günchán“ Kajı Bajat Alkaevli Karaevli | „Günchán“ Kajı Bajat Alkaevli Karaevli | „Günchán“ Kajı Bajat Alkaevli Karaevli | „Günchán“ Kajı Bajat Alkaevli Karaevli | „Günchán“ Kajı Bajat Alkaevli Karaevli | „Günchán“ Kajı Bajat Alkaevli Karaevli |  |  |  |  | „Ajchán“ Jazgır Töker Dodurga Japrılı | „Ajchán“ Jazgır Töker Dodurga Japrılı | „Ajchán“ Jazgır Töker Dodurga Japrılı | „Ajchán“ Jazgır Töker Dodurga Japrılı | „Ajchán“ Jazgır Töker Dodurga Japrılı | „Ajchán“ Jazgır Töker Dodurga Japrılı |  |  |  |  | „Jyldyzchán“ Avšar Kızık Begdili Kargın | „Jyldyzchán“ Avšar Kızık Begdili Kargın | „Jyldyzchán“ Avšar Kızık Begdili Kargın | „Jyldyzchán“ Avšar Kızık Begdili Kargın | „Jyldyzchán“ Avšar Kızık Begdili Kargın | „Jyldyzchán“ Avšar Kızık Begdili Kargın |          |  |  |  |  |  | „Gökchán“ Bajındır Bedženeg Čavdur Čepni | „Gökchán“ Bajındır Bedženeg Čavdur Čepni | „Gökchán“ Bajındır Bedženeg Čavdur Čepni | „Gökchán“ Bajındır Bedženeg Čavdur Čepni | „Gökchán“ Bajındır Bedženeg Čavdur Čepni | „Gökchán“ Bajındır Bedženeg Čavdur Čepni |  |  |  |  | „Dagchán“ Salur Ejmür Alan-jurtlu Üregil | „Dagchán“ Salur Ejmür Alan-jurtlu Üregil | „Dagchán“ Salur Ejmür Alan-jurtlu Üregil | „Dagchán“ Salur Ejmür Alan-jurtlu Üregil | „Dagchán“ Salur Ejmür Alan-jurtlu Üregil | „Dagchán“ Salur Ejmür Alan-jurtlu Üregil |  |  |  |  | „Denizchán“ Igdir Bükdüz Jiva Kınık | „Denizchán“ Igdir Bükdüz Jiva Kınık | „Denizchán“ Igdir Bükdüz Jiva Kınık | „Denizchán“ Igdir Bükdüz Jiva Kınık | „Denizchán“ Igdir Bükdüz Jiva Kınık | „Denizchán“ Igdir Bükdüz Jiva Kınık |  |  |  |  |  |  |  |  |  |  |  |  |  |  |
|  |  |  |  |                                        |                                        |                                        |                                        |                                        |                                        |  |  |  |  |                                       |                                       |                                       |                                       |                                       |                                       |  |  |  |  |                                         |                                         |                                         |                                         |                                         |                                         |          |  |  |  |  |  |                                          |                                          |                                          |                                          |                                          |                                          |  |  |  |  |                                          |                                          |                                          |                                          |                                          |                                          |  |  |  |  |                                     |                                     |                                     |                                     |                                     |                                     |  |  |  |  |  |  |  |  |  |  |  |  |  |  |
|  |  |  |  |                                        |                                        |                                        |                                        |                                        |                                        |  |  |  |  |                                       |                                       |                                       |                                       |                                       |                                       |  |  |  |  |                                         |                                         |                                         |                                         |                                         |                                         |          |  |  |  |  |  |                                          |                                          |                                          |                                          |                                          |                                          |  |  |  |  |                                          |                                          |                                          |                                          |                                          |                                          |  |  |  |  |                                     |                                     |                                     |                                     |                                     |                                     |  |  |  |  |  |  |  |  |  |  |  |  |  |  |
|  |  |  |  | Totem Káně                             | Totem Káně                             | Totem Káně                             | Totem Káně                             | Totem Káně                             | Totem Káně                             |  |  |  |  | Totem Orel                            | Totem Orel                            | Totem Orel                            | Totem Orel                            | Totem Orel                            | Totem Orel                            |  |  |  |  | Totem Orel jestřábí                     | Totem Orel jestřábí                     | Totem Orel jestřábí                     | Totem Orel jestřábí                     | Totem Orel jestřábí                     | Totem Orel jestřábí                     |          |  |  |  |  |  | Totem Moták pochop                       | Totem Moták pochop                       | Totem Moták pochop                       | Totem Moták pochop                       | Totem Moták pochop                       | Totem Moták pochop                       |  |  |  |  | Totem Poštolka rudonohá                  | Totem Poštolka rudonohá                  | Totem Poštolka rudonohá                  | Totem Poštolka rudonohá                  | Totem Poštolka rudonohá                  | Totem Poštolka rudonohá                  |  |  |  |  | Totem Jestřáb lesní                 | Totem Jestřáb lesní                 | Totem Jestřáb lesní                 | Totem Jestřáb lesní                 | Totem Jestřáb lesní                 | Totem Jestřáb lesní                 |  |  |  |  |  |  |  |  |  |  |  |  |  |  |
|  |  |  |  | Totem Káně                             | Totem Káně                             | Totem Káně                             | Totem Káně                             | Totem Káně                             | Totem Káně                             |  |  |  |  | Totem Orel                            | Totem Orel                            | Totem Orel                            | Totem Orel                            | Totem Orel                            | Totem Orel                            |  |  |  |  | Totem Orel jestřábí                     | Totem Orel jestřábí                     | Totem Orel jestřábí                     | Totem Orel jestřábí                     | Totem Orel jestřábí                     | Totem Orel jestřábí                     |          |  |  |  |  |  | Totem Moták pochop                       | Totem Moták pochop                       | Totem Moták pochop                       | Totem Moták pochop                       | Totem Moták pochop                       | Totem Moták pochop                       |  |  |  |  | Totem Poštolka rudonohá                  | Totem Poštolka rudonohá                  | Totem Poštolka rudonohá                  | Totem Poštolka rudonohá                  | Totem Poštolka rudonohá                  | Totem Poštolka rudonohá                  |  |  |  |  | Totem Jestřáb lesní                 | Totem Jestřáb lesní                 | Totem Jestřáb lesní                 | Totem Jestřáb lesní                 | Totem Jestřáb lesní                 | Totem Jestřáb lesní                 |  |  |  |  |  |  |  |  |  |  |  |  |  |  |
|  |  |  |  |                                        |                                        |                                        |                                        |                                        |                                        |  |  |  |  |                                       |                                       |                                       |                                       |                                       |                                       |  |  |  |  |                                         |                                         |                                         |                                         |                                         |                                         |          |  |  |  |  |  |                                          |                                          |                                          |                                          |                                          |                                          |  |  |  |  |                                          |                                          |                                          |                                          |                                          |                                          |  |  |  |  |                                     |                                     |                                     |                                     |                                     |                                     |  |  |  |  |  |  |  |  |  |  |  |  |  |  |
|  |  |  |  |                                        |                                        |                                        |                                        |                                        |                                        |  |  |  |  |                                       |                                       |                                       |                                       |                                       |                                       |  |  |  |  |                                         |                                         |                                         |                                         |                                         |                                         |          |  |  |  |  |  |                                          |                                          |                                          |                                          |                                          |                                          |  |  |  |  |                                          |                                          |                                          |                                          |                                          |                                          |  |  |  |  |                                     |                                     |                                     |                                     |                                     |                                     |  |  |  |  |  |  |  |  |  |  |  |  |  |  |

### Toponyma
V Turecku nalézáme 72 míst a vesnic nazvaných Eğmir, Eymir, Eymür, Igmir a İymir, kromě toto se tyto názvy míst ještě vyskytují v Gruzii, kde geografické jméno tohoto toponymu je hodně zastoupené jako Imera, Imira, Imirasani (Imir Hasanli). Další místo Imirli, jež se stalo názvem města, se nachází v Arménské provincii Armavir. Kromě toho, ve spojitosti s jménem kmenu Ajrum, se ještě v Ázerbájdžánském Agdašském rajóně přijalo jméno vzniklého geografického názvu podle ázerbájdžánského města Ejmur. V dějinách Zakavkazských toponym se žijícími body staly ještě města jménem Şinix Ayrum, Polad Ayrum a Ayrum.
V současnosti ještě zbytky kmene nalezneme:
- v Íránu v západní části provincie Fárs[1] a v provincii Chorasán. Dále ve městech Atrek a Gorgán.[8]
- na arménském území se Ejmürové usadili v Tavušské provincii ve městech Nojemberjan a Ayrum, v Loriské provincii ve městech Tumanjan, Pokr Ayrum a Mets Ayrum.[13]
- v Ázerbájdžánu se usadili v Tovuzském rajóně ve městech Mollaayrım, v Kelbažarském rajóne ve městech Yuxarı Ayrım a v Kazašském rajóně ve městech Quşçu Ayrum, Bağanis Ayrum, Ağsaq Ayrum, Dadanis Ayrum, Polad Ayrum a rozdělili se na jiné větve.[13]
- V Turkmenistánu jsou potomci klanu Eymür nazýváni Ýemreli, Imreli, Imr, Emheli, Avmur.

### Významné osobnosti z kmene Ejmür
- Hadží Mirza Akasi byl ministerským předsedou Mohammada Šáha Kádžára.
- Núš Afarín Zehra Ajromlú, královna matka z Íránu byla Abbás Alí Chánová druhá manželka a matka Rezá Šáha Pahlavího.
- Tadž ol-Molúk (* 1896 - † 1982), rozená Nimtadž Chanum, královna choť Íránu, byla dcerou generála Tejmúra Chána, důstojníka ejmürského původu, pocházejícího z oblasti Malého Kavkazu. Byla druhá manželka Rezá Šáha Pahlavího a matka Muhammada Rezy Pahlavího.
- Muhammad-Husajn Ajrom byl velitelem íránské policie a pak generálem Perské Kozácké brigády Pahlavíské dynastie v Íránu, a byl synovec generála Tejmúra Chána Ajromlúho a bratranec královny Tádžo-l-Molúk Ajromlú[14][15]
- Tejmúr Chán Ajromlú, generál v perské armádě a otec Tadž ol-Molúk. Přes Núš Afarín Zehru, která byla také Ajromlú, byl také pokrevný příbuzný Rezá Šáha Pahlavího.
- Mahmúd Chán Ajrom, generál Perské Kozácké brigády[14]
- Jusuf Zija Ajrımlı, senátor Turecké republiky (Kars, 07.06.1964-14.10.1979) v TBMM
- Šamil Ajrım, člen tureckého parlamentu TBMM